# Niederwürschnitz
Niederwürschnitz – miejscowość i gmina w Niemczech, w kraju związkowym Saksonia, w powiecie Erzgebirgskreis, wchodzi w skład wspólnoty administracyjnej Lugau (Erzgebirge). Do 29 lutego 212 należała do okręgu administracyjnego Chemnitz.

## Współpraca
Miejscowość partnerska:
- Oberasbach, Bawaria